# Cantonul Saint-Christophe-en-Bazelle
Cantonul Saint-Christophe-en-Bazelle este un canton din arondismentul Issoudun, departamentul Indre, regiunea Centru, Franța.

## Comune
- Anjouin
- Bagneux
- Chabris
- Dun-le-Poëlier
- Menetou-sur-Nahon
- Orville
- Parpeçay
- Poulaines
- Saint-Christophe-en-Bazelle (reședință)
- Sainte-Cécile
- Sembleçay
- Varennes-sur-Fouzon